# 蒂约卢瓦城
蒂厄卢瓦城（法語：Thieulloy-la-Ville）是法国皮卡第大区索姆省的一个市镇，属于亚眠区皮卡第地区普瓦县。该市镇2009年时的人口为144人。

## 人口
蒂厄卢瓦城人口变化图示
| 数据来源：INSEE |